# 左大臣
左大臣（さだいじん）は、朝廷の最高機関、太政官の職の一つ。唐名は「左府」「左丞相」「左相国」「左僕射」「太傅」。和訓は「ひだりのおおいもうちぎみ／ひだりのおとど」。定員1名。官位相当は正・従二位。太政大臣と左・右大臣（後に左・右大臣と内大臣）とを総称して、三公・三槐と呼ぶ。倭名類聚抄における和名は「於保伊萬宇智岐美」（おほいまうちきみ）。
「一上」の別称が示すとおり、太政官の職務を統べる議政官の首座として朝議を主催した。上位の太政大臣は功労者を待遇する名誉職としての意味が強いために具体的職掌が伴わず、また「則闕（そっけつ）の官」と呼ばれたように常設職ではなかったことから、左大臣が太政官における事実上の最高位であった。事実、摂関政治の最盛期に位置する藤原道長・藤原頼通も長期にわたって左大臣の地位を保持し続けており、太政大臣であった期間はごく短い。
この他、弾正台が不当な糾弾や摘発を行った案件がある場合には、代わって弾劾する権限を持った。
「六国史」や『公卿補任』の記録を見ると、律令制初期には適任者不在のために闕官となっていた時期も少なくないが、その場合は次位の右大臣が政務を代行した。10世紀前半の藤原忠平からほぼ常設職となる。明治維新以降も天皇を輔佐して大政を統理する職として存続したが、1885年（明治18年）内閣制度の発足に伴い廃止。

## 左大臣の一覧
- 原則『公卿補任』に基づき、適宜別史料によって補訂した。南朝での補任者は史料に在職徴証がある人物のみ掲出した。

| 名                               | 就任                                  | 辞任 （※印は死没と同日）              | 備考                      | 在官時の天皇         |
| -------------------------------- | ------------------------------------- | ------------------------------------- | ------------------------- | -------------------- |
| 大宝令以前の左大臣               |                                       |                                       |                           |                      |
| 阿倍内麻呂                       | 皇極天皇4年6月14日 （645年7月12日）   | 大化5年3月17日※ （649年5月3日）       | 大鳥大臣                  | 孝徳                 |
| 巨勢徳多                         | 大化5年4月20日 （649年6月5日）        | 斉明天皇4年1月13日※ （658年2月20日）  |                           | 孝徳                 |
| 巨勢徳多                         | 大化5年4月20日 （649年6月5日）        | 斉明天皇4年1月13日※ （658年2月20日）  | 斉明                      |                      |
| 蘇我赤兄                         | 天智天皇10年1月5日 （671年2月19日）   | 天武天皇元年8月25日※ （672年9月22日） | 蔵大臣                    | 天智                 |
| 蘇我赤兄                         | 天智天皇10年1月5日 （671年2月19日）   | 天武天皇元年8月25日※ （672年9月22日） | 蔵大臣                    | 弘文                 |
| 多治比島                         | 文武天皇4年8月26日 （700年10月12日）  | 大宝元年7月21日※ （701年8月29日）     |                           | 文武                 |
| 大宝令・養老令に基づく左大臣     |                                       |                                       |                           |                      |
| 石上麻呂                         | 和銅元年3月13日 （708年4月8日）       | 霊亀3年3月3日※ （717年4月18日）       | 物部大臣                  | 元明                 |
| 石上麻呂                         | 和銅元年3月13日 （708年4月8日）       | 霊亀3年3月3日※ （717年4月18日）       | 物部大臣                  | 元正                 |
| 長屋王                           | 神亀元年2月4日 （724年3月3日）        | 神亀6年2月12日※ （729年3月16日）      | 佐保左大臣                | 聖武                 |
| 藤原武智麻呂                     | 天平9年7月25日※ （737年8月25日）      | 天平9年7月25日※ （737年8月25日）      |                           | 聖武                 |
| 橘諸兄                           | 天平15年5月5日 （743年6月1日）        | 天平勝宝8歳2月2日 （756年3月7日）     | 西院大臣                  | 聖武                 |
| 橘諸兄                           | 天平15年5月5日 （743年6月1日）        | 天平勝宝8歳2月2日 （756年3月7日）     | 西院大臣                  | 孝謙                 |
| 藤原永手                         | 天平神護2年10月20日 （766年11月26日） | 宝亀2年2月22日※ （771年3月12日）      | 長岡大臣                  | 称徳                 |
| 藤原永手                         | 天平神護2年10月20日 （766年11月26日） | 宝亀2年2月22日※ （771年3月12日）      | 長岡大臣                  | 光仁                 |
| 藤原魚名                         | 天応元年6月27日 （781年7月22日）      | 天応2年6月14日 （782年7月28日）       | 川辺大臣                  |                      |
| 藤原魚名                         | 天応元年6月27日 （781年7月22日）      | 天応2年6月14日 （782年7月28日）       | 川辺大臣                  | 桓武                 |
| （藤原田麻呂）                   | 延暦2年 （783年）                     | 延暦2年3月19日※ （783年4月25日）      | 蜷淵大臣                  |                      |
| 藤原冬嗣                         | 天長2年4月5日 （825年4月26日）        | 天長3年7月24日※ （826年8月30日）      | 閑院大臣                  | 淳和                 |
| 藤原緒嗣                         | 天長9年11月2日 （832年11月27日）      | 承和10年1月18日 （843年2月20日）      | 山本大臣                  | 淳和                 |
| 藤原緒嗣                         | 天長9年11月2日 （832年11月27日）      | 承和10年1月18日 （843年2月20日）      | 山本大臣                  | 仁明                 |
| 源常                             | 承和11年7月2日 （844年7月20日）       | 仁寿4年6月13日※ （854年7月11日）      | 東三条左大臣              |                      |
| 源常                             | 承和11年7月2日 （844年7月20日）       | 仁寿4年6月13日※ （854年7月11日）      | 東三条左大臣              | 文徳                 |
| 源信                             | 斉衡4年2月19日 （857年3月18日）       | 貞観10年閏12月28日※ （869年2月13日）  | 北辺大臣                  |                      |
| 源信                             | 斉衡4年2月19日 （857年3月18日）       | 貞観10年閏12月28日※ （869年2月13日）  | 北辺大臣                  | 清和                 |
| 源融                             | 貞観14年8月25日 （872年10月1日）      | 寛平7年8月25日※ （895年9月17日）      | 河原左大臣                |                      |
| 源融                             | 貞観14年8月25日 （872年10月1日）      | 寛平7年8月25日※ （895年9月17日）      | 河原左大臣                | 陽成                 |
| 源融                             | 貞観14年8月25日 （872年10月1日）      | 寛平7年8月25日※ （895年9月17日）      | 河原左大臣                | 光孝                 |
| 源融                             | 貞観14年8月25日 （872年10月1日）      | 寛平7年8月25日※ （895年9月17日）      | 河原左大臣                | 宇多                 |
| 藤原良世                         | 寛平8年7月16日 （896年8月28日）       | 寛平8年12月28日 （897年2月3日）       | 致仕大臣                  |                      |
| 藤原時平                         | 昌泰2年2月14日 （899年3月29日）       | 延喜9年4月4日※ （909年4月26日）       | 本院大臣                  | 醍醐                 |
| 藤原忠平                         | 延長2年1月22日 （924年2月29日）       | 承平6年8月19日 （936年9月7日）        | 小一条                    | 醍醐                 |
| 藤原忠平                         | 延長2年1月22日 （924年2月29日）       | 承平6年8月19日 （936年9月7日）        | 小一条                    | 朱雀                 |
| 藤原仲平                         | 承平7年1月22日 （937年3月6日）        | 天慶8年9月1日 （945年10月9日）        | 枇杷大臣                  |                      |
| 藤原実頼                         | 天暦元年4月26日 （947年5月19日）      | 康保4年12月13日 （968年1月15日）      | 小野宮                    |                      |
| 藤原実頼                         | 天暦元年4月26日 （947年5月19日）      | 康保4年12月13日 （968年1月15日）      | 小野宮                    | 冷泉                 |
| 源高明                           | 康保4年12月13日 （968年1月15日）      | 安和2年3月26日 （969年4月15日）       | 西宮                      |                      |
| 藤原師尹                         | 安和2年3月26日 （969年4月15日）       | 安和2年10月15日※ （969年11月27日）    | 小一条                    |                      |
| 藤原師尹                         | 安和2年3月26日 （969年4月15日）       | 安和2年10月15日※ （969年11月27日）    | 小一条                    | 円融                 |
| 藤原在衡                         | 安和3年1月27日 （970年3月7日）        | 天禄元年10月10日※ （970年11月11日）   | 粟田                      |                      |
| 源兼明                           | 天禄2年11月2日 （971年11月22日）      | 貞元2年4月21日 （977年5月11日）       | 御子左                    |                      |
| 藤原頼忠                         | 貞元2年4月24日 （977年5月14日）       | 天元元年10月2日 （978年11月5日）      | 三条                      |                      |
| 源雅信                           | 天元元年10月2日 （978年11月5日）      | 正暦4年7月26日 （993年8月16日）       | 一条、鷹司                |                      |
| 源雅信                           | 天元元年10月2日 （978年11月5日）      | 正暦4年7月26日 （993年8月16日）       | 一条、鷹司                | 花山                 |
| 源雅信                           | 天元元年10月2日 （978年11月5日）      | 正暦4年7月26日 （993年8月16日）       | 一条、鷹司                | 一条                 |
| 源重信                           | 正暦5年8月28日 （994年10月5日）       | 長徳元年5月8日※ （995年6月8日）       | 六条                      |                      |
| 藤原道長                         | 長徳2年7月20日 （996年8月6日）        | 長和5年12月7日 （1017年1月7日）       | 法成寺、御堂              |                      |
| 藤原道長                         | 長徳2年7月20日 （996年8月6日）        | 長和5年12月7日 （1017年1月7日）       | 法成寺、御堂              | 三条                 |
| 藤原道長                         | 長徳2年7月20日 （996年8月6日）        | 長和5年12月7日 （1017年1月7日）       | 法成寺、御堂              | 後一条               |
| 藤原顕光                         | 長和6年3月4日 （1017年4月3日）        | 治安元年5月25日※ （1021年7月7日）     | 堀河                      |                      |
| 藤原頼通                         | 治安元年7月25日 （1021年9月4日）      | 康平3年7月17日 （1061年8月15日）      | 宇治                      |                      |
| 藤原頼通                         | 治安元年7月25日 （1021年9月4日）      | 康平3年7月17日 （1061年8月15日）      | 宇治                      | 後朱雀               |
| 藤原頼通                         | 治安元年7月25日 （1021年9月4日）      | 康平3年7月17日 （1061年8月15日）      | 宇治                      | 後冷泉               |
| 藤原教通                         | 康平3年7月17日 （1061年8月15日）      | 延久元年8月13日 （1069年9月1日）      | 大二条                    |                      |
| 藤原教通                         | 康平3年7月17日 （1061年8月15日）      | 延久元年8月13日 （1069年9月1日）      | 大二条                    | 後三条               |
| 藤原師実                         | 延久元年8月22日 （1069年9月10日）     | 永保3年1月19日 （1083年2月8日）       | 京極、後宇治              |                      |
| 藤原師実                         | 延久元年8月22日 （1069年9月10日）     | 永保3年1月19日 （1083年2月8日）       | 京極、後宇治              | 白河                 |
| 源俊房                           | 永保3年1月26日 （1083年2月15日）      | 保安2年2月26日 （1121年3月16日）      | 堀川                      |                      |
| 源俊房                           | 永保3年1月26日 （1083年2月15日）      | 保安2年2月26日 （1121年3月16日）      | 堀川                      | 堀河                 |
| 源俊房                           | 永保3年1月26日 （1083年2月15日）      | 保安2年2月26日 （1121年3月16日）      | 堀川                      | 鳥羽                 |
| 藤原忠通                         | 保安3年12月17日 （1123年1月16日）     | 大治3年12月17日 （1129年1月9日）      | 法性寺                    |                      |
| 藤原忠通                         | 保安3年12月17日 （1123年1月16日）     | 大治3年12月17日 （1129年1月9日）      | 法性寺                    | 崇徳                 |
| 藤原家忠                         | 天承元年12月22日 （1132年1月12日）    | 保延2年5月12日 （1136年6月13日）      | 花山院                    |                      |
| 源有仁                           | 保延2年12月9日 （1137年1月2日）       | 久安3年2月3日 （1147年3月6日）        | 花園                      |                      |
| 源有仁                           | 保延2年12月9日 （1137年1月2日）       | 久安3年2月3日 （1147年3月6日）        | 花園                      | 近衛                 |
| 藤原頼長                         | 久安5年7月28日 （1149年9月1日）       | 保元元年7月14日※ （1156年8月1日）     | 宇治                      |                      |
| 藤原頼長                         | 久安5年7月28日 （1149年9月1日）       | 保元元年7月14日※ （1156年8月1日）     | 宇治                      | 後白河               |
| 徳大寺実能                       | 保元元年9月13日 （1156年9月29日）     | 保元2年5月30日 （1157年7月8日）       | 徳大寺                    |                      |
| 藤原伊通                         | 保元2年8月19日 （1157年9月24日）      | 永暦元年8月11日 （1160年9月12日）     | 九条                      |                      |
| 藤原伊通                         | 保元2年8月19日 （1157年9月24日）      | 永暦元年8月11日 （1160年9月12日）     | 九条                      | 二条                 |
| 近衛基実                         | 永暦元年8月11日 （1160年9月12日）     | 長寛2年閏10月17日 （1164年12月2日）   | 六条、中殿 近衛家祖       |                      |
| 松殿基房                         | 長寛2年閏10月23日 （1164年12月8日）   | 仁安元年11月4日 （1166年11月28日）    | 中山、菩提院              |                      |
| 松殿基房                         | 長寛2年閏10月23日 （1164年12月8日）   | 仁安元年11月4日 （1166年11月28日）    | 中山、菩提院              | 六条                 |
| 藤原経宗                         | 仁安元年11月11日 （1166年12月5日）    | 文治5年2月13日 （1189年3月1日）       | 中御門、大炊御門 阿波大臣 |                      |
| 藤原経宗                         | 仁安元年11月11日 （1166年12月5日）    | 文治5年2月13日 （1189年3月1日）       | 中御門、大炊御門 阿波大臣 | 高倉                 |
| 藤原経宗                         | 仁安元年11月11日 （1166年12月5日）    | 文治5年2月13日 （1189年3月1日）       | 中御門、大炊御門 阿波大臣 | 安徳                 |
| 藤原経宗                         | 仁安元年11月11日 （1166年12月5日）    | 文治5年2月13日 （1189年3月1日）       | 中御門、大炊御門 阿波大臣 | 後鳥羽               |
| 徳大寺実定                       | 文治5年7月10日 （1189年8月23日）      | 建久元年7月17日 （1190年8月19日）     | 後徳大寺                  |                      |
| 三条実房                         | 建久元年7月17日 （1190年8月19日）     | 建久7年3月23日 （1196年4月23日）      | 三条                      |                      |
| 花山院兼雅                       | 建久9年11月14日 （1198年12月13日）    | 正治元年6月22日 （1199年7月16日）     | 花山院                    |                      |
| 花山院兼雅                       | 建久9年11月14日 （1198年12月13日）    | 正治元年6月22日 （1199年7月16日）     | 花山院                    | 土御門               |
| 九条良経                         | 正治元年6月22日 （1199年7月16日）     | 元久元年11月16日 （1204年12月8日）    | 中御門、後京極            |                      |
| 近衛家実                         | 元久元年12月14日 （1205年1月5日）     | 建永2年1月30日 （1207年2月28日）      | 猪隈                      |                      |
| 藤原隆忠                         | 建永2年2月10日 （1207年3月10日）      | 建暦元年9月22日 （1211年10月30日）    | 大覚寺                    |                      |
| 藤原隆忠                         | 建永2年2月10日 （1207年3月10日）      | 建暦元年9月22日 （1211年10月30日）    | 大覚寺                    | 順徳                 |
| 九条良輔                         | 建暦元年10月4日 （1211年11月10日）    | 建保6年11月11日※ （1218年11月30日）   | 八条                      |                      |
| 九条道家                         | 建保6年12月2日 （1218年12月21日）     | 承久3年10月 （1221年10月）            | 光明峰寺、東山            |                      |
| 九条道家                         | 建保6年12月2日 （1218年12月21日）     | 承久3年10月 （1221年10月）            | 光明峰寺、東山            | 仲恭                 |
| 九条道家                         | 建保6年12月2日 （1218年12月21日）     | 承久3年10月 （1221年10月）            | 光明峰寺、東山            | 後堀河               |
| 近衛家通                         | 承久3年閏10月10日 （1221年11月25日）  | 貞応3年8月11日※ （1224年9月25日）     | 近衛                      |                      |
| 徳大寺公継                       | 元仁元年12月25日 （1225年2月4日）     | 嘉禄3年1月21日 （1227年2月8日）       | 野宮                      |                      |
| 九条良平                         | 嘉禄3年4月9日 （1227年5月25日）       | 寛喜3年4月18日 （1231年5月21日）      | 醍醐                      |                      |
| 九条教実                         | 寛喜3年4月26日 （1231年5月29日）      | 文暦2年3月4日 （1235年3月24日）       | 洞院                      |                      |
| 九条教実                         | 寛喜3年4月26日 （1231年5月29日）      | 文暦2年3月4日 （1235年3月24日）       | 洞院                      | 四条                 |
| 近衛兼経                         | 嘉禎元年10月2日 （1235年11月13日）    | 嘉禎4年6月18日 （1238年7月30日）      | 岡屋                      |                      |
| 二条良実                         | 嘉禎4年7月20日 （1238年8月31日）      | 寛元2年6月1日 （1244年7月7日）        | 普光園院 二条家祖         |                      |
| 二条良実                         | 嘉禎4年7月20日 （1238年8月31日）      | 寛元2年6月1日 （1244年7月7日）        | 普光園院 二条家祖         | 後嵯峨               |
| 一条実経                         | 寛元2年6月13日 （1244年7月19日）      | 寛元4年12月14日 （1247年1月22日）     | 円明寺 一条家祖           |                      |
| 一条実経                         | 寛元2年6月13日 （1244年7月19日）      | 寛元4年12月14日 （1247年1月22日）     | 円明寺 一条家祖           | 後深草               |
| 鷹司兼平                         | 寛元4年12月24日 （1247年2月1日）      | 建長4年11月3日 （1252年12月5日）      | 照念院 鷹司家祖           |                      |
| 二条道良                         | 建長4年11月3日 （1252年12月5日）      | 正元元年11月8日※ （1259年12月22日）   | 九条                      |                      |
| 西園寺公相                       | 正元元年11月14日 （1259年12月28日）   | 弘長元年2月27日 （1261年3月29日）     | 冷泉、今出川              |                      |
| 西園寺公相                       | 正元元年11月14日 （1259年12月28日）   | 弘長元年2月27日 （1261年3月29日）     | 冷泉、今出川              | 亀山                 |
| 山階実雄                         | 弘長元年3月27日 （1261年4月28日）     | 弘長3年3月20日 （1263年4月29日）      | 山階                      |                      |
| 一条実経 （還任）                | 弘長3年8月12日 （1263年9月15日）      | 文永2年9月12日 （1265年10月22日）     | 円明寺                    |                      |
| 近衛基平                         | 文永2年10月5日 （1265年11月14日）     | 文永5年11月9日 （1268年12月14日）     | 深心院                    |                      |
| 鷹司基忠                         | 文永5年12月2日 （1269年1月5日）       | 文永6年3月1日 （1269年4月3日）        | 円光院                    |                      |
| 一条家経                         | 文永6年4月23日 （1269年5月25日）      | 建治元年10月21日 （1275年11月10日）   | 後光明峰寺                |                      |
| 一条家経                         | 文永6年4月23日 （1269年5月25日）      | 建治元年10月21日 （1275年11月10日）   | 後光明峰寺                | 後宇多               |
| 二条師忠                         | 建治元年12月22日 （1276年1月9日）     | 正応元年6月26日 （1288年7月25日）     | 香園院                    |                      |
| 二条師忠                         | 建治元年12月22日 （1276年1月9日）     | 正応元年6月26日 （1288年7月25日）     | 香園院                    | 伏見                 |
| 九条忠教                         | 正応元年7月11日 （1288年8月9日）      | 正応4年12月21日 （1292年1月12日）     | 浄土寺、報恩院            |                      |
| 鷹司兼忠                         | 正応4年12月25日 （1292年1月16日）     | 永仁4年12月25日 （1297年1月19日）     | 猪隈、歓喜園院            |                      |
| 二条兼基                         | 永仁4年12月27日 （1297年1月21日）     | 永仁7年4月14日 （1299年5月14日）      | 中院、光明照院            |                      |
| 二条兼基                         | 永仁4年12月27日 （1297年1月21日）     | 永仁7年4月14日 （1299年5月14日）      | 中院、光明照院            | 後伏見               |
| 九条師教                         | 正安元年4月26日 （1299年5月26日）     | 嘉元3年閏12月17日 （1306年2月1日）    | 浄土寺、己心院            |                      |
| 九条師教                         | 正安元年4月26日 （1299年5月26日）     | 嘉元3年閏12月17日 （1306年2月1日）    | 浄土寺、己心院            | 後二条               |
| 鷹司冬平                         | 嘉元3年閏12月21日 （1306年2月5日）    | 延慶2年3月14日 （1309年4月24日）      | 後照念院                  |                      |
| 鷹司冬平                         | 嘉元3年閏12月21日 （1306年2月5日）    | 延慶2年3月14日 （1309年4月24日）      | 後照念院                  | 花園                 |
| 西園寺公衡                       | 延慶2年3月19日 （1309年4月29日）      | 延慶2年6月15日 （1309年7月22日）      | 竹林院                    |                      |
| 近衛家平                         | 延慶2年10月15日 （1309年11月17日）    | 正和2年12月20日 （1314年1月6日）      | 岡本                      |                      |
| 二条道平                         | 正和2年12月26日 （1314年1月12日）     | 正和5年10月21日 （1316年11月6日）     | 後光明照院                |                      |
| 近衛経平                         | 正和5年10月22日 （1316年11月7日）     | 文保2年6月24日※ （1318年7月22日）     | 後浄妙寺                  |                      |
| 近衛経平                         | 正和5年10月22日 （1316年11月7日）     | 文保2年6月24日※ （1318年7月22日）     | 後浄妙寺                  | 後醍醐               |
| 洞院実泰                         | 文保2年8月24日 （1318年9月19日）      | 元亨2年8月11日 （1322年9月22日）      | 後山本                    |                      |
| 九条房実                         | 元亨2年8月11日 （1322年9月22日）      | 元亨3年6月14日 （1323年7月17日）      | 後一音院                  |                      |
| 洞院実泰 （還任）                | 元亨3年6月15日 （1323年7月18日）      | 元亨4年4月23日 （1324年5月16日）      | 後山本                    |                      |
| 鷹司冬教                         | 元亨4年4月27日 （1324年5月20日）      | 元徳3年1月30日 （1331年3月9日）       | 後円光院                  |                      |
| 近衛基嗣                         | 元徳3年2月1日 （1331年3月10日）       | 正慶2年5月17日 （1333年6月29日）      | 後岡屋                    |                      |
| 近衛基嗣                         | 元徳3年2月1日 （1331年3月10日）       | 正慶2年5月17日 （1333年6月29日）      | 後岡屋                    | 光厳                 |
| 二条道平 （還任）                | 元弘3年5月17日 （1333年6月29日）      | 建武2年2月4日※ （1335年2月27日）      | 後光明照院                | 後醍醐               |
| 鷹司冬教 （還任）                | 建武2年2月16日 （1335年3月11日）      | 建武2年11月19日 （1336年1月2日）      | 後円光院                  | 後醍醐               |
| 近衛経忠                         | 建武2年11月19日 （1336年1月2日）      | 建武4年4月5日 （1337年5月5日）        | 後猪熊、堀河              | 後醍醐               |
| 近衛経忠                         | 建武2年11月19日 （1336年1月2日）      | 建武4年4月5日 （1337年5月5日）        | 後猪熊、堀河              | 光明                 |
| 一条経通                         | 建武4年7月12日 （1337年8月8日）       | 暦応2年12月27日 （1340年1月26日）     | 後芬陀利花院              |                      |
| 九条道教                         | 暦応2年12月27日 （1340年1月26日）     | 康永元年11月1日 （1342年11月29日）    | 三縁院                    |                      |
| 洞院公賢                         | 康永2年4月10日 （1343年5月4日）       | 貞和2年6月11日 （1346年6月30日）      | 中園                      |                      |
| 二条良基                         | 貞和3年9月16日 （1347年10月20日）     | 貞和5年9月13日 （1349年10月25日）     | 後福光園院                |                      |
| 二条良基                         | 貞和3年9月16日 （1347年10月20日）     | 貞和5年9月13日 （1349年10月25日）     | 後福光園院                | 崇光                 |
| 九条経教                         | 貞和5年9月13日 （1349年10月25日）     | 延文5年9月30日 （1360年11月9日）      | 後報恩院                  |                      |
| 九条経教                         | 貞和5年9月13日 （1349年10月25日）     | 延文5年9月30日 （1360年11月9日）      | 後報恩院                  | 後光厳               |
| 近衛道嗣                         | 延文5年9月30日 （1360年11月9日）      | 貞治元年10月4日 （1362年10月22日）    | 後深心院                  |                      |
| 鷹司冬通                         | 貞治元年12月27日 （1363年1月12日）    | 応安2年11月4日 （1369年12月3日）      | 一心院                    |                      |
| 二条師良                         | 応安3年3月16日 （1370年4月12日）      | 永和元年11月18日 （1375年12月11日）   | 是心院                    |                      |
| 二条師良                         | 応安3年3月16日 （1370年4月12日）      | 永和元年11月18日 （1375年12月11日）   | 是心院                    | 後円融               |
| 九条忠基                         | 永和元年11月18日 （1375年12月11日）   | 永和4年8月27日 （1378年9月19日）      | 後己心院                  |                      |
| 二条師嗣                         | 永和4年8月27日 （1378年9月19日）      | 永徳2年1月26日 （1382年2月9日）       | 後香園院                  |                      |
| 足利義満                         | 永徳2年1月26日 （1382年2月9日）       | 嘉慶2年5月26日 （1388年6月30日）      | 鹿苑院 室町幕府3代将軍    |                      |
| 足利義満                         | 永徳2年1月26日 （1382年2月9日）       | 嘉慶2年5月26日 （1388年6月30日）      | 鹿苑院 室町幕府3代将軍    | 後小松               |
| 徳大寺実時                       | 嘉慶2年5月26日 （1388年6月30日）      | 明徳3年12月26日 （1393年2月7日）      | 野宮                      |                      |
| 足利義満 （還任）                | 明徳3年12月26日 （1393年2月7日）      | 明徳4年9月17日 （1393年10月22日）     | 鹿苑院 室町幕府3代将軍    |                      |
| 一条経嗣                         | 明徳5年6月5日 （1394年7月3日）        | 応永2年4月7日 （1395年4月26日）       | 成恩寺                    |                      |
| 今出川公直                       | 応永2年4月7日 （1395年4月26日）       | 応永2年6月6日 （1395年6月23日）       | 今出川                    |                      |
| 四辻善成                         | 応永2年7月20日 （1395年8月6日）       | 応永2年8月29日 （1395年10月12日）     | 四辻、松岩寺              |                      |
| 洞院公定                         | 応永3年7月24日 （1396年8月27日）      | 応永5年12月 （1399年1月）             | 後中園                    |                      |
| 三条実冬                         | 応永6年2月22日 （1399年3月29日）      | 応永9年8月22日 （1402年9月19日）      | 後三条                    |                      |
| 近衛忠嗣                         | 応永9年8月22日 （1402年9月19日）      | 応永16年1月19日 （1409年2月4日）      | 後普賢寺                  |                      |
| 二条満基                         | 応永16年3月21日 （1409年4月6日）      | 応永17年12月27日※ （1411年1月21日）   | 福照院                    |                      |
| 今出川公行                       | 応永18年4月11日 （1411年5月3日）      | 応永25年12月2日 （1418年12月29日）    | 後今出河                  |                      |
| 今出川公行                       | 応永18年4月11日 （1411年5月3日）      | 応永25年12月2日 （1418年12月29日）    | 後今出河                  | 称光                 |
| 九条満教                         | 応永25年12月2日 （1418年12月29日）    | 応永26年9月 （1419年－月）            | 後三縁院                  |                      |
| 徳大寺公俊                       | 応永26年12月5日 （1419年12月21日）    | 応永27年閏1月13日 （1420年2月26日）   | 後野宮                    |                      |
| 二条持基                         | 応永27年閏1月13日 （1420年2月26日）   | 応永32年 （1425年）                   | 後福照院                  |                      |
| 二条持基 （還任）                | 応永34年 （1427年）                   | 正長2年8月4日 （1429年9月2日）        | 後福照院                  |                      |
| 二条持基 （還任）                | 応永34年 （1427年）                   | 正長2年8月4日 （1429年9月2日）        | 後福照院                  | 後花園               |
| 一条兼良                         | 正長2年8月4日 （1429年9月2日）        | 永享4年8月28日 （1432年9月22日）      | 後成恩寺                  |                      |
| 足利義教                         | 永享4年8月28日 （1432年9月22日）      | 永享10年8月28日 （1438年9月17日）     | 普広院 室町幕府6代将軍    |                      |
| 近衛房嗣                         | 永享10年9月4日 （1438年9月23日）      | 文安3年4月13日 （1446年5月8日）       | 後知足院                  |                      |
| 鷹司房平                         | 文安3年4月29日 （1446年5月24日）      | 享徳4年3月4日 （1455年3月21日）       | 後照光院                  |                      |
| 洞院実熙                         | 康正元年8月27日 （1455年10月8日）     | 康正3年4月11日 （1457年5月4日）       | 東山                      |                      |
| 一条教房                         | 康正3年6月17日 （1457年7月8日）       | 長禄3年12月8日 （1460年1月1日）       | 妙華寺                    |                      |
| 三条実量                         | 長禄3年12月8日 （1460年1月1日）       | 長禄4年7月27日 （1460年8月13日）      | 後三条                    |                      |
| 足利義政                         | 長禄4年8月27日 （1460年9月12日）      | 応仁元年9月2日 （1467年9月30日）      | 慈照院 室町幕府8代将軍    |                      |
| 足利義政                         | 長禄4年8月27日 （1460年9月12日）      | 応仁元年9月2日 （1467年9月30日）      | 慈照院 室町幕府8代将軍    | 後土御門             |
| 二条政嗣                         | 応仁2年1月11日 （1468年2月4日）       | 文明7年2月11日 （1475年3月18日）      | 如法寿院                  |                      |
| 九条政基                         | 文明7年3月10日 （1475年4月15日）      | 文明8年5月16日 （1476年6月7日）       | 慈眼院                    |                      |
| 日野勝光                         | 文明8年5月16日 （1476年6月7日）       | 文明8年6月14日 （1476年7月5日）       | 唯称院                    |                      |
| 鷹司政平                         | 文明8年8月28日 （1476年9月16日）      | 文明11年3月26日 （1479年4月18日）     | 専称院                    |                      |
| 近衛政家                         | 文明11年4月19日 （1479年5月10日）     | 文明13年12月10日 （1481年12月30日）   | 後法興院                  |                      |
| 今出川教季                       | 文明13年12月28日 （1482年1月17日）    | 文明14年12月 （1482年－月）           | 法雲院                    |                      |
| 西園寺実遠                       | 文明15年1月1日 （1483年2月8日）       | 長享元年8月23日 （1487年9月10日）     | 後竹林院                  |                      |
| 徳大寺実淳                       | 長享元年8月29日 （1487年9月16日）     | 明応2年4月26日 （1493年5月11日）      | 禅光院                    |                      |
| 花山院政長                       | 明応2年4月30日 （1493年5月15日）      | 明応5年11月15日 （1496年12月19日）    | 鳳栖院                    |                      |
| 近衛尚通                         | 明応5年12月3日 （1497年1月6日）       | 明応6年4月26日 （1497年5月28日）      | 後法成寺                  |                      |
| 今出川公興                       | 明応6年4月27日 （1497年5月29日）      | 永正2年2月23日 （1505年3月28日）      | 後法雲院                  |                      |
| 今出川公興                       | 明応6年4月27日 （1497年5月29日）      | 永正2年2月23日 （1505年3月28日）      | 後法雲院                  | 後柏原               |
| 九条尚経                         | 永正3年2月5日 （1506年2月27日）       | 永正10年10月5日 （1513年11月2日）     | 後慈眼院                  |                      |
| 鷹司兼輔                         | 永正12年4月16日 （1515年5月29日）     | 永正15年4月21日 （1518年5月30日）     | 法音院                    |                      |
| 三条実香                         | 永正15年5月28日 （1518年7月5日）      | 永正18年7月1日 （1521年8月3日）       | 後浄土寺                  |                      |
| 二条尹房                         | 永正18年7月1日 （1521年8月3日）       | 大永3年3月2日 （1523年3月18日）       | 後大染金剛院              |                      |
| 徳大寺公胤                       | 大永3年3月9日 （1523年3月25日）       | 大永6年9月 （1526年10月）             | 後野宮                    |                      |
| 徳大寺公胤                       | 大永3年3月9日 （1523年3月25日）       | 大永6年9月 （1526年10月）             | 後野宮                    | 後奈良               |
| 近衛稙家                         | 享禄元年8月20日 （1528年9月3日）      | 天文4年12月10日 （1535年1月3日）      | 恵雲院                    |                      |
| 西園寺実宣                       | 天文6年12月21日 （1538年1月21日）     | 天文9年11月23日 （1540年12月21日）    | 後観音寺                  |                      |
| 鷹司忠冬                         | 天文10年1月12日 （1541年2月7日）      | 天文11年閏3月2日 （1542年4月16日）    | 後専称院                  |                      |
| 一条房通                         | 天文11年閏3月3日 （1542年4月17日）    | 天文15年1月28日 （1546年2月28日）     | 唯心院                    |                      |
| 三条公頼                         | 天文15年1月30日 （1546年3月2日）      | 天文15年3月25日 （1546年4月25日）     | 後竜翔院                  |                      |
| 今出川公彦                       | 天文15年3月26日 （1546年4月26日）     | 天文16年2月14日 （1547年3月5日）      | 上善院                    |                      |
| 二条晴良                         | 天文16年2月17日 （1547年3月8日）      | 天文21年12月28日 （1553年1月12日）    | 浄明珠院                  |                      |
| 一条兼冬                         | 天文22年1月26日 （1553年2月8日）      | 天文23年2月1日※ （1554年3月4日）      | 後円明寺                  |                      |
| 近衛前嗣                         | 天文23年4月11日 （1554年5月12日）     | 弘治3年9月2日 （1557年9月24日）       | 東求院                    |                      |
| 近衛前嗣                         | 天文23年4月11日 （1554年5月12日）     | 弘治3年9月2日 （1557年9月24日）       | 東求院                    | 正親町               |
| 西園寺公朝                       | 弘治3年9月2日 （1557年9月24日）       | 天正4年3月10日 （1576年4月8日）       | 慈光院                    |                      |
| 九条兼孝                         | 天正4年11月21日 （1576年12月11日）    | 天正5年11月20日 （1577年12月29日）    | 後月輪                    |                      |
| 一条内基                         | 天正5年11月20日 （1577年12月29日）    | 天正13年3月10日？ （1585年4月9日？）  | 自浄心院                  |                      |
| 二条昭実                         | 天正13年3月10日 （1585年4月9日）      | 天正13年5月10日？ （1585年6月7日？）  | 後中院                    |                      |
| 近衛信輔                         | 天正13年5月10日 （1585年6月7日）      | 天正20年1月28日 （1592年3月11日）     | 三藐院                    |                      |
| 近衛信輔                         | 天正13年5月10日 （1585年6月7日）      | 天正20年1月28日 （1592年3月11日）     | 三藐院                    | 後陽成               |
| 豊臣秀次                         | 天正20年1月29日 （1592年3月12日）     | 文禄4年7月8日 （1595年8月13日）       | 瑞泉寺                    |                      |
| 九条兼孝 （還任）                | 慶長5年12月19日 （1601年1月23日）     | 慶長6年1月27日 （1601年3月1日）       | 後月輪                    |                      |
| 近衛信尹 （還任）                | 慶長6年1月28日 （1601年3月2日）       | 慶長10年7月24日 （1605年9月7日）      | 三藐院 信輔から改名       |                      |
| 鷹司信房                         | 慶長11年11月10日 （1606年12月9日）    | 慶長13年12月26日 （1609年1月31日）    | 後法音院                  |                      |
| 九条忠栄                         | 慶長17年3月13日 （1612年4月13日）     | 慶長19年1月14日 （1614年2月22日）     | 惟忖院                    | 後水尾               |
| 鷹司信尚                         | 慶長19年1月14日 （1614年2月22日）     | 元和6年1月13日 （1620年2月16日）      | 景皓院                    | 後水尾               |
| 近衛信尋                         | 元和6年1月13日 （1620年2月16日）      | 寛永6年9月2日 （1629年10月18日）      | 本源自性院                | 後水尾               |
| 一条兼遐                         | 寛永6年9月11日 （1629年10月27日）     | 寛永9年12月24日 （1633年2月2日）      | 智徳院                    | 後水尾               |
| 一条兼遐                         | 寛永6年9月11日 （1629年10月27日）     | 寛永9年12月24日 （1633年2月2日）      | 智徳院                    | 明正                 |
| 花山院定熙                       | 寛永9年12月24日 （1633年2月2日）      | 寛永9年12月28日 （1633年2月6日）      | 霜松院                    |                      |
| 二条康道                         | 寛永9年12月28日 （1633年2月6日）      | 寛永14年12月24日 （1637年2月7日）     | 後浄明珠院                |                      |
| 鷹司教平                         | 寛永17年3月21日 （1640年5月11日）     | 寛永18年12月1日 （1642年1月1日）      | 一致院                    |                      |
| 九条道房                         | 寛永18年12月2日 （1642年1月2日）      | 正保4年1月10日 （1647年2月14日）      | 後浄土寺                  |                      |
| 九条道房                         | 寛永18年12月2日 （1642年1月2日）      | 正保4年1月10日 （1647年2月14日）      | 後浄土寺                  | 後光明               |
| 近衛尚嗣                         | 正保4年7月3日 （1647年8月3日）        | 慶安5年8月3日 （1652年9月5日）        | 妙有真空院                |                      |
| 二条光平                         | 慶安5年9月15日 （1652年10月17日）     | 明暦4年4月27日 （1658年5月29日）      | 後是心院                  |                      |
| 二条光平                         | 慶安5年9月15日 （1652年10月17日）     | 明暦4年4月27日 （1658年5月29日）      | 後是心院                  | 後西                 |
| 三条実秀                         | 万治3年1月13日 （1660年2月23日）      | 万治4年4月1日 （1661年4月29日）       | 己心院                    |                      |
| 花山院定好                       | 寛文元年5月24日 （1661年6月20日）     | 寛文3年1月12日 （1663年2月19日）      | 淳貞院                    |                      |
| 鷹司房輔                         | 寛文3年1月12日 （1663年2月19日）      | 寛文7年閏2月18日 （1667年4月11日）    | 後景皓院                  |                      |
| 鷹司房輔                         | 寛文3年1月12日 （1663年2月19日）      | 寛文7年閏2月18日 （1667年4月11日）    | 後景皓院                  | 霊元                 |
| 西園寺実晴                       | 寛文7年4月8日 （1667年5月30日）       | 寛文8年5月27日 （1668年7月6日）       | 大忠院                    |                      |
| 徳大寺公信                       | 寛文8年9月1日 （1668年10月6日）       | 寛文9年12月12日 （1670年2月2日）      | 正桂院                    |                      |
| 大炊御門経孝                     | 寛文10年4月7日 （1670年5月25日）      | 寛文11年5月4日 （1671年6月10日）      | 後光福寺                  |                      |
| 九条兼晴                         | 寛文11年5月7日 （1671年6月13日）      | 延宝5年11月12日※ （1677年12月6日）    | 後往生院                  |                      |
| 近衛基熙                         | 延宝5年12月8日 （1678年1月1日）       | 元禄3年12月26日 （1691年1月24日）     | 応円満院                  |                      |
| 近衛基熙                         | 延宝5年12月8日 （1678年1月1日）       | 元禄3年12月26日 （1691年1月24日）     | 応円満院                  | 東山                 |
| 鷹司兼熙                         | 元禄3年12月26日 （1691年1月24日）     | 元禄17年1月10日 （1704年2月14日）     | 心空華院                  |                      |
| 大炊御門経光                     | 元禄17年1月10日 （1704年2月14日）     | 元禄17年1月11日 （1704年2月15日）     | 後香隆寺                  |                      |
| 近衛家熙                         | 元禄17年1月11日 （1704年2月15日）     | 宝永5年1月21日 （1708年2月12日）      | 予楽院                    |                      |
| 九条輔実                         | 宝永5年1月21日 （1708年2月12日）      | 正徳5年3月11日 （1715年4月14日）      | 後洞院                    |                      |
| 九条輔実                         | 宝永5年1月21日 （1708年2月12日）      | 正徳5年3月11日 （1715年4月14日）      | 後洞院                    | 中御門               |
| 三条実治                         | 正徳5年3月12日 （1715年4月15日）      | 正徳5年8月12日 （1715年9月9日）       | 暁心院                    |                      |
| 二条綱平                         | 正徳5年8月12日 （1715年9月9日）       | 享保7年5月3日 （1722年6月16日）       | 敬信院                    |                      |
| 近衛家久                         | 享保7年5月3日 （1722年6月16日）       | 享保11年9月15日 （1726年10月10日）    | 如是観院                  |                      |
| 二条吉忠                         | 享保11年9月15日 （1726年10月10日）    | 元文2年8月3日 （1737年8月28日）       | 安祥院                    |                      |
| 二条吉忠                         | 享保11年9月15日 （1726年10月10日）    | 元文2年8月3日 （1737年8月28日）       | 安祥院                    | 桜町                 |
| 一条兼香                         | 元文2年11月7日 （1737年11月28日）     | 延享2年2月13日 （1745年3月15日）      | 後円成寺                  |                      |
| 西園寺致季                       | 延享2年2月29日 （1745年3月31日）      | 延享2年3月22日 （1745年4月23日）      | 円寿光院                  |                      |
| 一条道香                         | 延享2年3月23日 （1745年4月24日）      | 寛延元年12月12日 （1749年1月30日）    | 得成寺                    |                      |
| 一条道香                         | 延享2年3月23日 （1745年4月24日）      | 寛延元年12月12日 （1749年1月30日）    | 得成寺                    | 桃園                 |
| 醍醐冬熙                         | 寛延元年12月27日 （1749年2月14日）    | 寛延2年2月2日 （1749年3月20日）       | 後信性普明寺              |                      |
| 近衛内前                         | 寛延2年2月8日 （1749年3月26日）       | 宝暦9年11月26日 （1760年1月13日）     | 大解脱院                  |                      |
| 九条尚実                         | 宝暦9年11月26日 （1760年1月13日）     | 安永7年12月10日 （1779年1月27日）     | 遍照金剛寺                |                      |
| 九条尚実                         | 宝暦9年11月26日 （1760年1月13日）     | 安永7年12月10日 （1779年1月27日）     | 遍照金剛寺                | 後桜町               |
| 九条尚実                         | 宝暦9年11月26日 （1760年1月13日）     | 安永7年12月10日 （1779年1月27日）     | 遍照金剛寺                | 後桃園               |
| 鷹司輔平                         | 安永7年12月10日 （1779年1月27日）     | 天明7年5月26日 （1787年7月11日）      | 後心空院                  |                      |
| 鷹司輔平                         | 安永7年12月10日 （1779年1月27日）     | 天明7年5月26日 （1787年7月11日）      | 後心空院                  | 光格                 |
| 一条輝良                         | 天明7年5月26日 （1787年7月11日）      | 寛政3年11月28日 （1791年12月23日）    | 後得成寺                  |                      |
| 鷹司政熙                         | 寛政3年11月28日 （1791年12月23日）    | 寛政8年4月24日 （1796年5月30日）      | 文思恭院                  |                      |
| 二条治孝                         | 寛政8年4月24日 （1796年5月30日）      | 文化11年4月2日 （1814年5月21日）      | 法寿金剛院                |                      |
| 一条忠良                         | 文化11年4月2日 （1814年5月21日）      | 文化12年1月4日 （1815年2月12日）      | 大勝寺                    |                      |
| 近衛基前                         | 文化12年1月4日 （1815年2月12日）      | 文政3年4月18日 （1820年5月29日）      | 証常楽院                  |                      |
| 近衛基前                         | 文化12年1月4日 （1815年2月12日）      | 文政3年4月18日 （1820年5月29日）      | 証常楽院                  | 仁孝                 |
| 鷹司政通                         | 文政3年6月1日 （1820年7月10日）       | 文政7年1月5日 （1824年2月4日）        | 真誠院                    |                      |
| 二条斉信                         | 文政7年1月5日 （1824年2月4日）        | 弘化4年4月26日※ （1847年6月9日）      | 成徳院                    |                      |
| 二条斉信                         | 文政7年1月5日 （1824年2月4日）        | 弘化4年4月26日※ （1847年6月9日）      | 成徳院                    | 孝明                 |
| 九条尚忠                         | 弘化4年6月15日 （1847年7月26日）      | 安政4年1月4日 （1857年1月29日）       | 後遍照金剛寺              |                      |
| 近衛忠熙                         | 安政4年1月4日 （1857年1月29日）       | 安政6年3月28日 （1859年4月30日）      |                           |                      |
| 一条忠香                         | 安政6年3月28日 （1859年4月30日）      | 文久3年11月7日 （1863年12月17日）     |                           |                      |
| 二条斉敬                         | 文久3年12月23日 （1864年1月31日）     | 慶応3年9月27日 （1867年10月24日）     |                           |                      |
| 二条斉敬                         | 文久3年12月23日 （1864年1月31日）     | 慶応3年9月27日 （1867年10月24日）     | 明治                      |                      |
| 近衛忠房                         | 慶応3年9月27日 （1867年10月24日）     | 慶応3年11月30日 （1867年12月25日）    |                           |                      |
| 九条道孝                         | 慶応3年11月30日 （1867年12月25日）    | 明治2年4月28日 （1869年6月8日）       |                           |                      |
| 南朝（吉野朝廷）の左大臣         |                                       |                                       |                           |                      |
| 近衛経忠                         | 延元4年8月以前 （1339年9月以前）      | 興国2年5月以前 （1341年7月以前）      | 『神皇正統記』他          | 後醍醐               |
| 近衛経忠                         | 延元4年8月以前 （1339年9月以前）      | 興国2年5月以前 （1341年7月以前）      | 『神皇正統記』他          | 後村上               |
| 二条師基                         |                                       |                                       | 光明台院 『公卿補任』他   |                      |
| 洞院公賢                         | 正平6年11月13日 （1351年12月2日）     |                                       | 『園太暦』                |                      |
| 洞院実世                         |                                       | 正平13年8月19日※ （1358年9月22日）    | 与喜 『園太暦』他         |                      |
| 近衛経家？                       |                                       |                                       | 『新葉和歌集』            |                      |
| 二条教頼                         | - 弘和元年12月（1381年12月）見 -      | - 弘和元年12月（1381年12月）見 -      | 『新葉和歌集』            | 長慶                 |
| 二条冬実                         |                                       |                                       | 『摂家系図』              | 後亀山               |
| 武家官位としての左大臣           |                                       |                                       |                           |                      |
| 徳川家光                         | 寛永3年8月19日 （1626年10月9日）      | 慶安4年4月20日※ （1651年6月8日）      | 江戸幕府3代将軍           | 後水尾、明正、後光明 |
| 徳川家斉                         | 文政5年2月6日 （1822年3月28日）       | 文政10年2月16日 （1827年3月13日）     | 江戸幕府11代将軍          | 仁孝                 |
| 徳川家慶                         | 天保8年8月5日 （1837年9月4日）        | 嘉永6年6月22日※ （1853年7月27日）     | 江戸幕府12代将軍          | 仁孝、孝明           |
| 明治時代の太政官制における左大臣 |                                       |                                       |                           |                      |
| 島津久光                         | 1874年（明治7年）4月27日              | 1875年（明治8年）10月27日             |                           | 明治                 |
| 熾仁親王                         | 1880年（明治13年）2月28日             | 1885年（明治18年）12月22日            |                           | 明治                 |

## 贈左大臣の一覧
没後に左大臣を追贈された人物の一覧。
| 名               | 追贈                               | 生前の官位           | 典拠・備考                      |
| ---------------- | ---------------------------------- | -------------------- | ------------------------------- |
| 藤原房前         | 天平9年10月7日（737年11月3日）     | 参議・正三位         | 『続日本紀』                    |
| 藤原種継         | 延暦4年9月24日（785年10月31日）    | 中納言・正三位       | 『続日本紀』                    |
| 藤原内麻呂       | 弘仁3年10月6日（812年11月13日）    | 右大臣・従二位       | 『日本後紀』                    |
| 藤原園人         | 弘仁9年12月19日（819年1月18日）    | 右大臣・従二位       | 『日本紀略』                    |
| 藤原長良         | 貞観19年1月29日（877年2月15日）    | 権中納言・従二位     | 『日本三代実録』                |
| 菅原道真         | 正暦4年6月26日（993年7月18日）     | 右大臣・従二位       | 『小右記』                      |
| 藤原長実         | 久安2年10月4日（1146年11月9日）    | 権中納言・正三位     | 『台記』                        |
| 平時信           | 仁安3年6月29日（1168年8月4日）     | 兵部権大輔・正五位下 | 『兵範記』                      |
| 藤原信隆         | （年月日不明）                     | 修理大夫・正三位     | 『師守記』                      |
| 藤原範季         | 建暦元年5月26日（1211年7月8日）    | 非参議・従二位       | 『玉蘂』                        |
| 平親範           | （年月日不明）                     | 参議・正三位         | 『尊卑分脈』                    |
| 源通宗           | 仁治3年7月11日（1242年8月8日）     | 参議・正四位下       | 『百錬抄』                      |
| （京極贈左大臣） | （年月日不明）                     |                      | 『新葉和歌集』。 南朝による追贈 |
| 四条隆資         | 正平11年（1356年）？               | 権大納言・従一位     | 『新葉和歌集』。 南朝による追贈 |
| 足利尊氏         | 延文3年6月3日（1358年7月9日）      | 権大納言・正二位     | 『愚管記』。 室町幕府初代将軍   |
| 足利義詮         | 貞治6年12月30日（1368年1月20日）   | 権大納言・正二位     | 『愚管記』。 室町幕府2代将軍    |
| 勘解由小路兼綱   | 応永16年10月14日（1409年11月21日） | 准大臣・従一位       | 『諸家伝』                      |
| 足利満詮         | 応永25年5月14日（1418年6月18日）   | 権大納言・従二位     | 『看聞日記』。 将軍足利義詮の子 |
| 日野西資国       | （年月日不明）                     | 准大臣・正三位       | 『押小路文書』                  |
| 足利義勝         | 嘉吉3年7月23日（1443年8月18日）    | 左中将・従四位下     | 『看聞日記』。 室町幕府7代将軍  |
| 庭田経有         | 文安元年5月6日（1444年5月23日）    | 右少将・従四位下     | 『益長卿記』                    |
| 日野重光         | 文安2年3月9日（1445年4月16日）     | 大納言・従一位       | 『公卿補任』                    |
| 万里小路宣房     | 享徳2年10月20日（1453年11月20日）  | 大納言・従一位       | 『康富記』                      |
| 足利義量         | 康正3年2月27日（1457年3月22日）    | 参議・従四位下       | 『宗賢卿記』。 室町幕府5代将軍  |
| 足利義澄         | 永正18年8月12日（1521年9月12日）   | 参議・従三位         | 『資定卿記』。 室町幕府11代将軍 |
| 勧修寺教秀       | 大永8年7月4日（1528年7月20日）     | 准大臣・従一位       | 『実隆公記』                    |
| 足利義晴         | 天文19年5月7日（1550年5月23日）    | 権大納言・従三位     | 『言継卿記』。 室町幕府12代将軍 |
| 日野内光         | 永禄2年2月11日（1559年3月19日）    | 権大納言・正三位     | 『瑞光院記』                    |
| 足利義輝         | 永禄8年6月7日（1565年7月4日）      | 参議・従四位下       | 『言継卿記』。 室町幕府13代将軍 |
| 勧修寺晴右       | 慶長4年12月13日（1600年1月28日）   | 権大納言・従一位     | 『続史愚抄』                    |
| 園基任           | 正保2年1月13日（1645年2月9日）     | 参議・従三位         | 『諸家伝』                      |
| 園基音           | 寛文7年7月5日（1667年8月24日）     | 権大納言・正二位     | 『重房宿禰記』                  |
| 櫛笥隆致         | 寛文7年7月28日（1667年9月16日）    | 左権中将・従四位上   | 『諸家伝』                      |
| 正親町実光       | 嘉永3年3月5日（1850年4月16日）     | 権大納言・正二位     | 『言成卿記』                    |